# 大形神社
大形神社（おおがたじんじゃ）は、新潟県新潟市東区河渡本町に所在する神社。

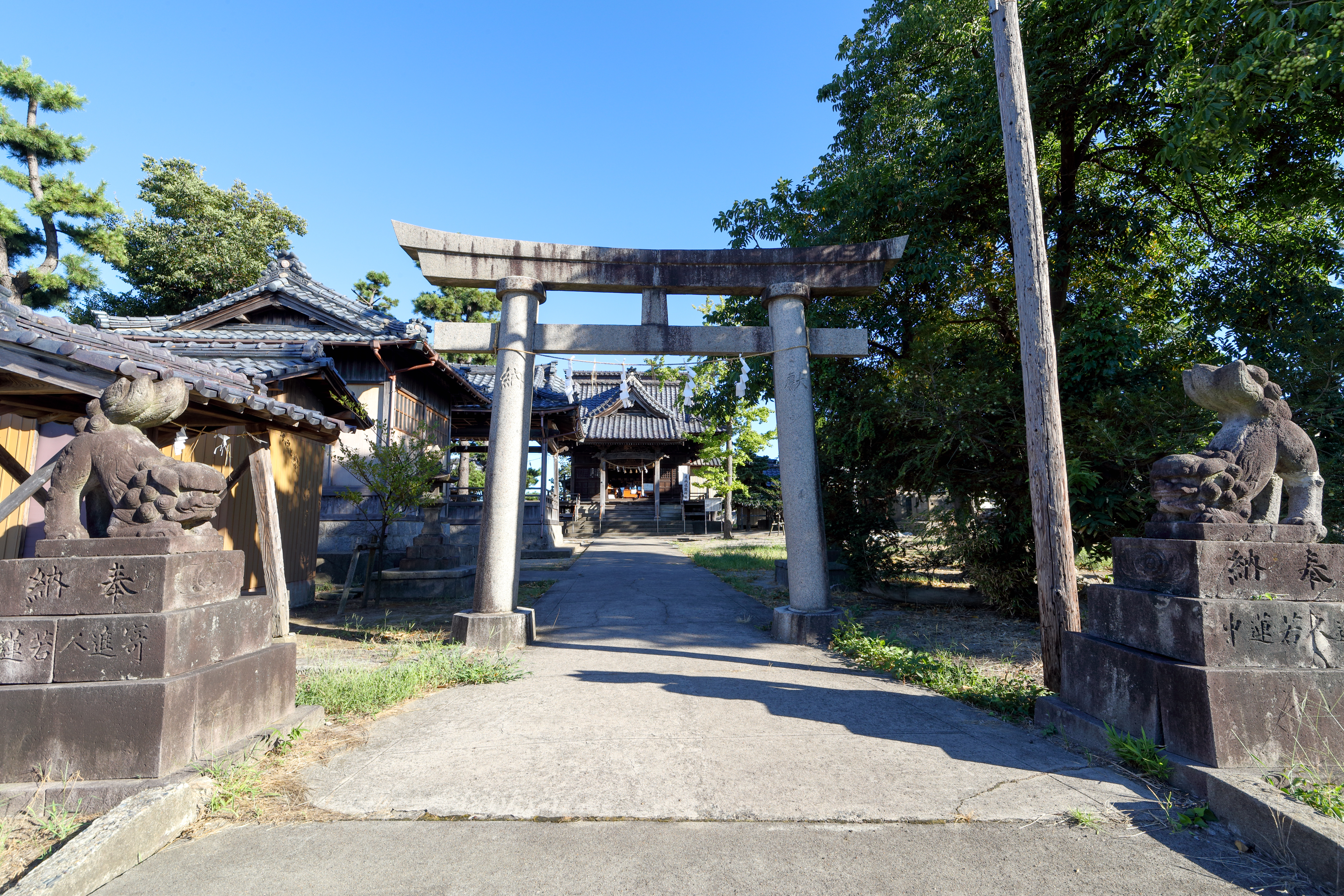
鳥居と狛犬

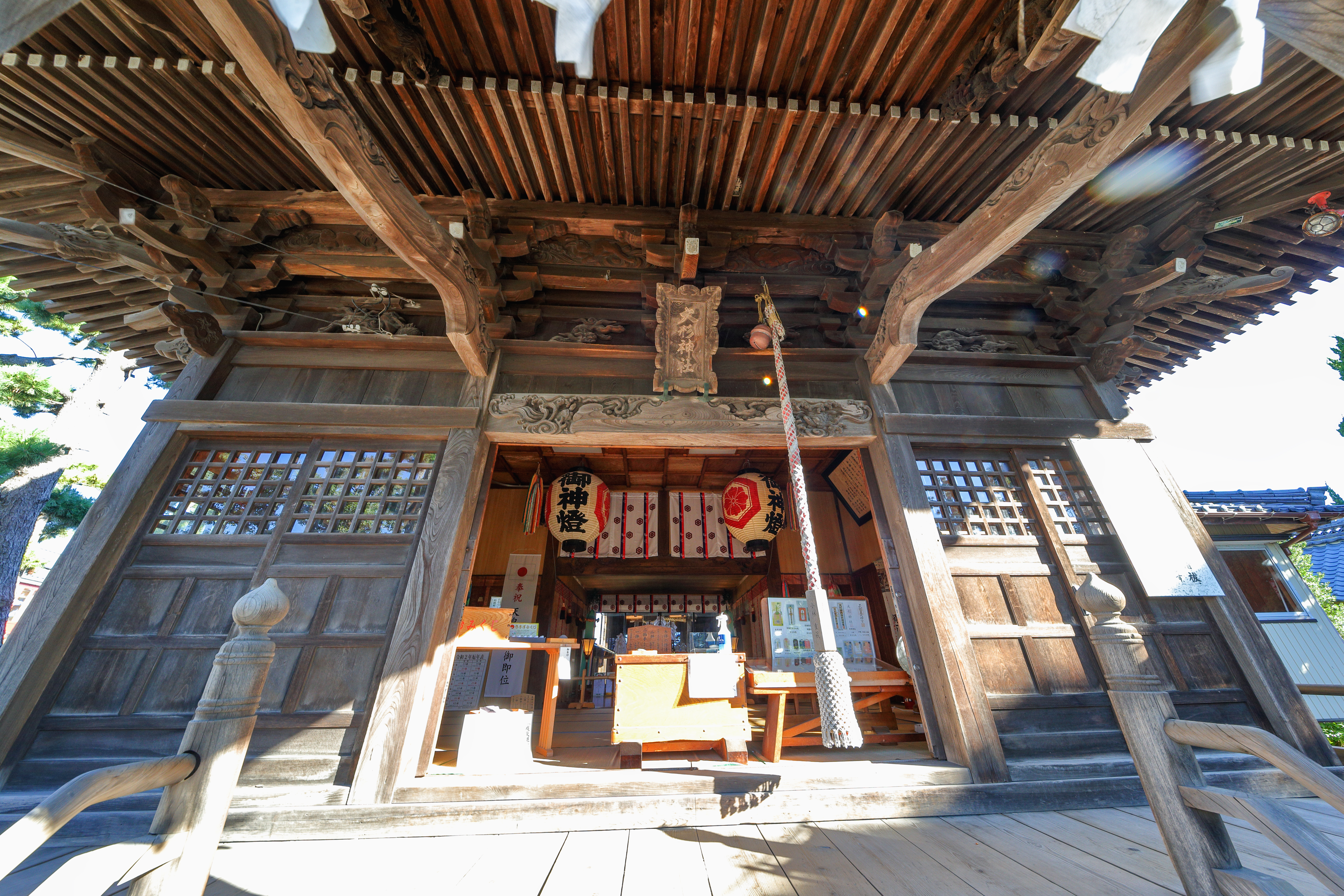
拝殿

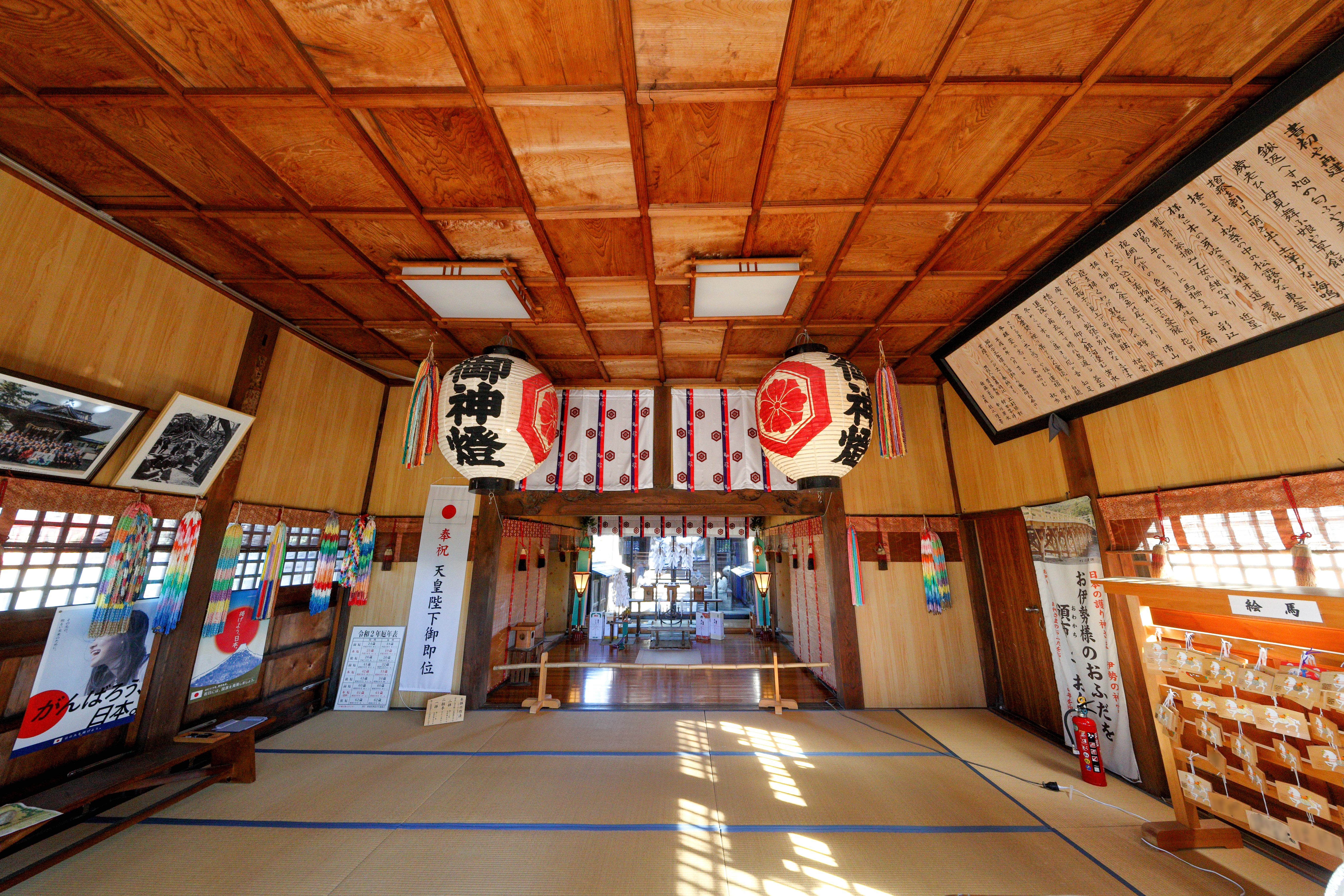
拝殿内部

## 概要
大己貴神（おおなむちのかみ）を祀る。
この神社が建てられているのは、越後平野の信濃川と阿賀野川の河口に近い低湿地帯の中で、新潟砂丘の丘に当たる部分で周囲より盛り上がっていたため、古くから集落が形成されていた場所である。
本殿、拝殿のほか、境内には神楽殿と末社として神明宮、稲荷社、古峯社が祀られている。また北西に約1kmほど離れたじゅんさい池西池のほとりに、境外社とされる上道神社が鎮座する。 
拝殿は千鳥破風のある入母屋造り。 
前庭には八重咲きの黄桜があり、名所となっている。

## 歴史
創立は、平安時代の大同年間（806年-810年）と伝えられており、延長5年（927年）に造られた延喜式神名帳には、沼垂郡五座の沼垂郡大形神社として記載されている。明治17年（1884年）に造られた「神社明細帳」には菊理姫命を祭る「白山神社」として記録されているが、いつそうなったのかは不明である。およそ100年前の額面や御神鏡には大形神社とあり、昭和19年（1944年）に社名を現在の大形神社に改称して、祭神も大己貴命に変わり、その後県社へと列せられた。

## 祭事・行事

### 神事・祭典
- 塞の神行事 - 1月15日頃（小正月）
- 春祭 - 4月17日
- 秋祭 - 9月第1週金曜日、土曜日
- 大形神社太々神楽
  - 神主を務める寺山家が約200年前から伝承する神事で、秋の祭礼の時に本殿の扉を開き、出雲流の十一舞を舞い奉納する。市民文化遺産

## 末社

### 境内社

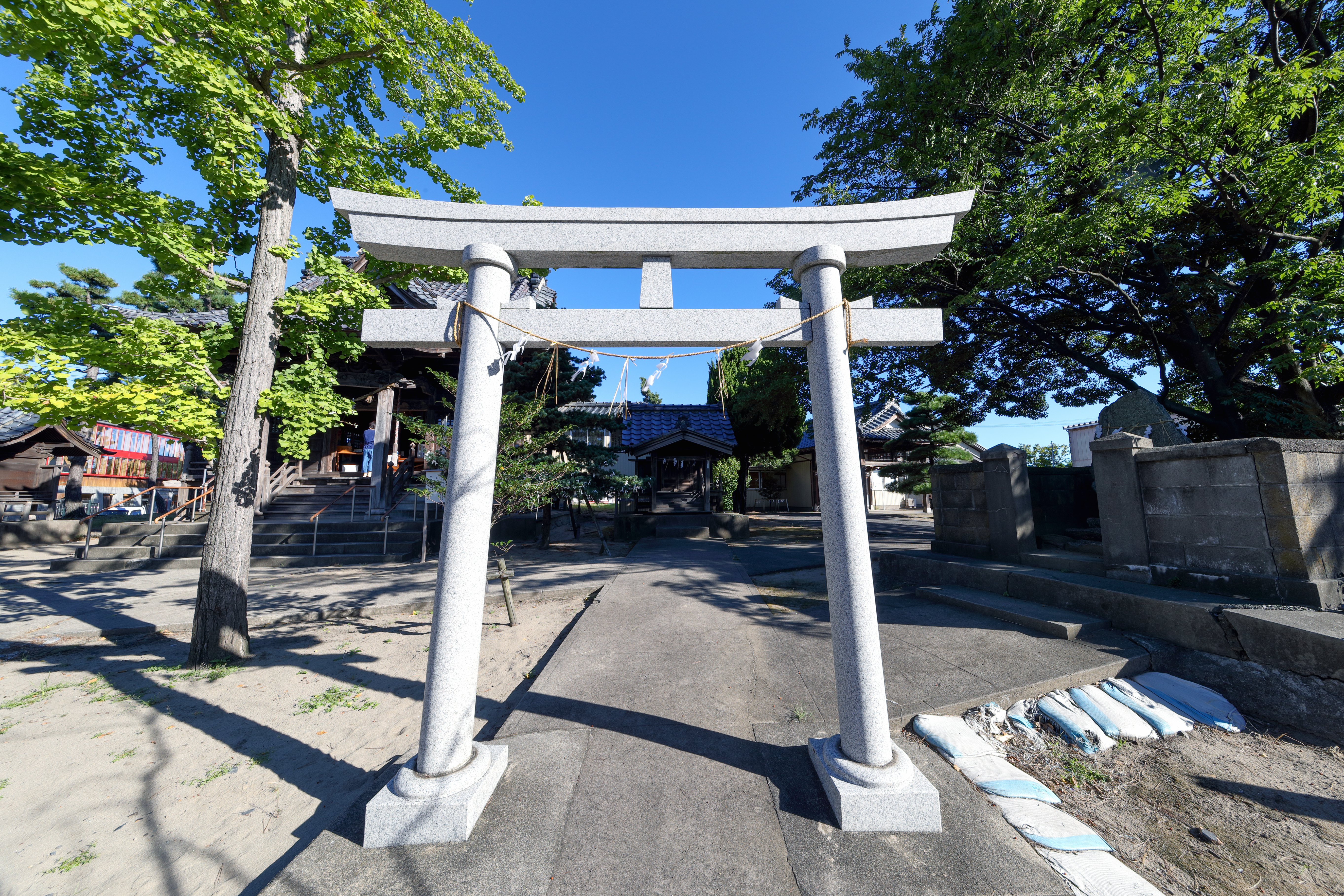
神明宮
  - 祭神：大日孁貴尊
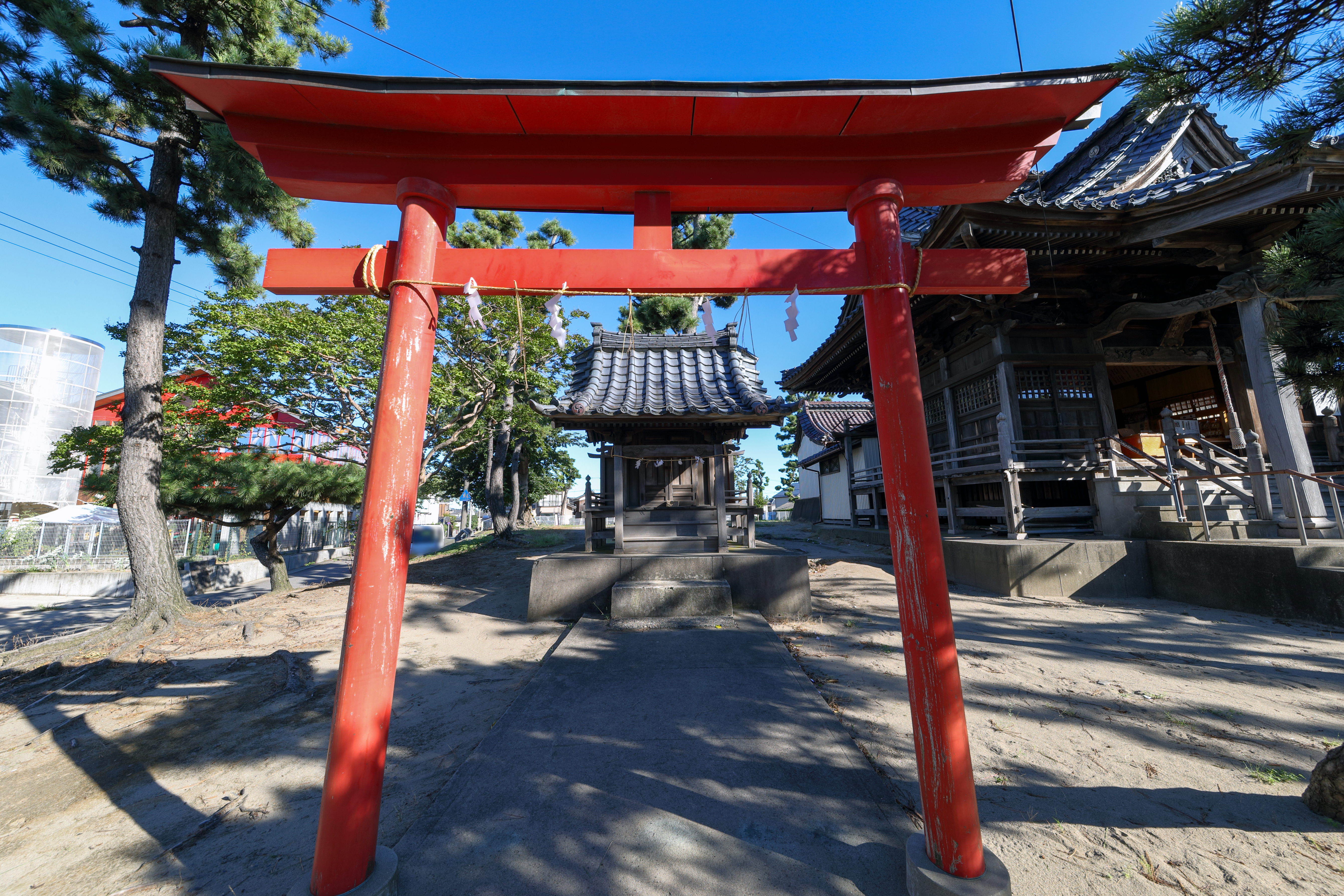
稲荷社
  - 祭神：宇迦魂命
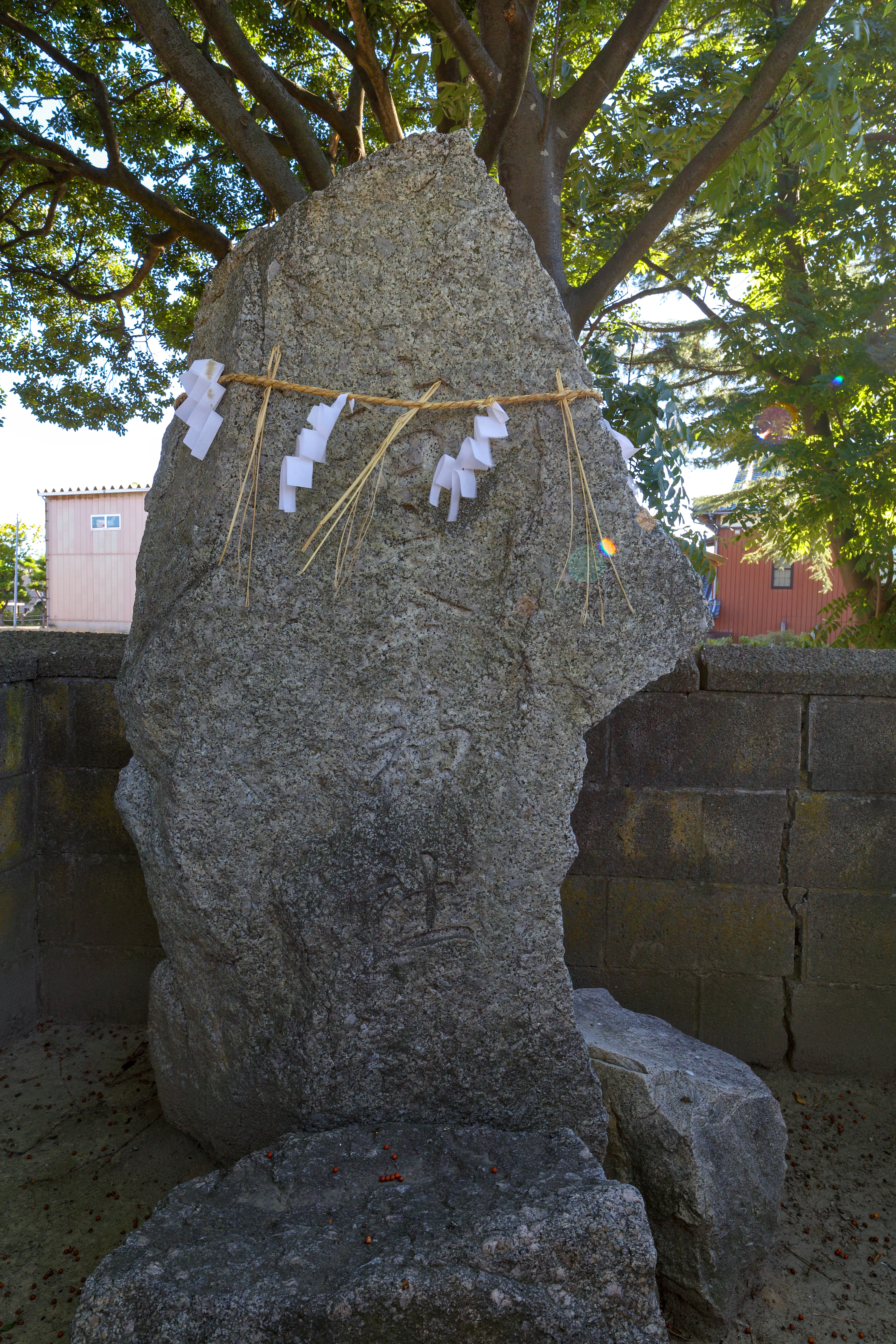
古峯社
  - 祭神：倭建尊

- 神明宮
- 稲荷社
- 古峯社

### 境外社
- 上道神社（かみみちじんじゃ） 
  - 祭神：龍霊神
  - 6月18日
  - 新潟市東区松園2丁目、じゅんさい池西池の南側にあり、昭和25年7月30日に建立された。本殿、拝殿、観音菩薩像（石像）がある。

## 大形神社と地区名
1901年（明治34年）8月に新潟県の新松島村、三箇村、日本岡村の三つの村が合併し、当社の名称を採り大形村とした。同村は1943年（昭和18年）6月1日に新潟市に編入されたため現在は新潟市東区の一部となったが、現在の大形地区内ではなく河渡地区にある。

## 所在地
- 新潟県新潟市東区河渡本町19-25

## 交通アクセス
- 新潟交通 E3 河渡線 「河渡東」バス停より徒歩2分程度。または、「河渡二丁目」バス停より徒歩3分程度。